# Lex superior derogat inferiori
Lex superior derogat inferiori (также лат. Lex superior derogat legi inferiori — «высший по силе закон отменяет закон, низший по силе») — принцип юридической логики, в соответствии с которым при коллизии («иерархической коллизии») между иерархически высшим правовым предписанием и правовым предписанием более низкого порядка преимущественную силу должны иметь нормы первого, так как они обладают большей юридической силой.

## Характеристика
Данный принцип восходит к римскому праву. Сейчас принцип приоритета высшего по силе акта является общеправовым. Применяется в юридической технике и при толковании права.
Так как система источников права современных государств является многоуровневой, то и нормы права в системе права традиционно располагаются иерархически: международно-правовые акты имеют большую юридическую силу, чем национальное законодательство; конституция — большую силу, чем остальное законодательство страны, федеральные нормативные правовые акты — большую силу, чем региональные; законы — большую силу, чем подзаконные акты.
В случае одновременного регламентирования одного фактического обстоятельства двумя разноуровневыми актами, в соответствии с принципом «Lex superior derogat inferiori», приоритет для правоприменения должны иметь нормы иерархически высшего акта. Более того, вышестоящий закон отменяет действие нижестоящего в той части, где между ними существует противоречие.

## Россия
Согласно ст. 15 Конституции России 1993 года общепризнанные принципы и нормы международного права и международные договоры Российской Федерации являются составной частью её правовой системы. Если международным договором Российской Федерации установлены иные правила, чем предусмотренные законом, то применяются правила международного договора. При этом, основным фактором, определяющим примат общепризнанных принципов и норм, является их формальная закреплённость в источниках международного права.